# Garçon à la pipe
Le Garçon à la pipe est un tableau de Pablo Picasso réalisé en 1905, lors de sa « période rose » lorsqu'il avait vingt-quatre ans et venait de s'installer à Montmartre, à Paris.

## Description
L'huile sur toile représente un garçon tenant une pipe dans sa main gauche et portant une couronne de fleurs. On peut noter vraisemblablement une source d'inspiration au travers l’œuvre de Édouard Manet, mais également une référence marquée à la toile "Annah la Javanaise" de Paul Gauguin, en ce qui concerne la palette de couleurs notamment.

## Cote
Le Garçon à la pipe constitua le premier tableau dans l'histoire dépassant la barre symbolique des 100 millions de dollars. 